# Cassipourea zenkeri
Espèce
Synonymes
- Weihea zenkeri Engl.[1]

Cassipourea zenkeri (Engl.) Alston est une espèce de plantes à fleurs de la famille des Rhizophoraceae et du genre Cassipourea. C'est un arbre endémique du Cameroun.

## Étymologie
Son épithète spécifique zenkeri rend hommage au botaniste allemand Georg August Zenker.